# Natsumi Takamori
Natsumi Takamori (高森 奈津美 Takamori Natsumi; prefectura de Yamanashi, 14 de febrero de 1987?) es una seiyū japonesa, afiliada con Pro-Fit.

## Filmografía

### Anime
2010
- Fortune Arterial - Kohei Hasekura; niñez.
- Jewelpet Twinkle - Akari Sakura.

2011
- Deadman Wonderland - Hibana Daida.
- Itsuka Tenma no Kuro Usagi - Yuica Kurogane.
- Shakugan no Shana Final - Brigid.
- Dream Eater Merry - Mei Hoshino.
- Sket Dance - Misaki.
- Maken-ki! - Yuka Amado.

2012
- Acchi Kocchi - Saki Sakimori.
- AKB0048 - Mizuho.
- Another - Mei Misaki.
- Bodacious Space Pirates - Sasha Staple.
- Gokujō!! Mecha Mote Iinchō - Konatsu Toro.
- Muv-Luv Alternative: Total Eclipse - Phoebe Theodorakis.
- Pretty Rhythm: Dear My Future - Reina Miyama.
- High School DxD - Souna Shitori.
- Zero no Tsukaima: F - Final Seriess - Janet.
- Tōhō Musō Kakyō 2 - Kaguya Houraisan.
- Sakura-sō no Pet na Kanojo - Misaki Kamiigusa.

2013
- Cuticle Detective Inaba - Hiroshi Inaba (joven).
- High School DxD New - Souna Shitori.
- Futari wa Milky Holmes - Ellery Himeyuri.
- Rozen Maiden: Zurückspulen - Saitou.

2014
- Amagi Brilliant Park - Biino Bandou.
- Love Live! School Idol Project - Anunciador (Episodio 6).
- Magimoji Rurumo - Harulily Walura.
- Tenkai Knights - Wakame Kameyama.
- Denki-gai no Honya-san - Hio.

2015
- Akatsuki no Yona - Yuri.
- High School DxD BorN - Souna Shitori.
- JoJo's Bizarre Adventure: Stardust Crusaders - Jotaro Kujo (joven).
- The Idolmaster Cinderella Girls - Miku Maekawa.
- The Idolmaster Cinderella Girls 2nd Season - Miku Maekawa.

2016
- Ao no Kanata no Four Rhythm - Saki Inui.
- Orange - Azusa Murasaka.
- Tanaka-kun wa Itsumo Kedaruge - Miyano.

2019
- Go-Tōbun no Hanayome - Raiha Uesugi.

2021
- Kaifuku Jutsushi no Yarinaoshi  - Eve Reese.

### Original video animation (OVA)
2011
- Maken-ki! (Yuka Amado).
- Hōkago no Pleiades (Subaru).

2012
- Another (Mei Misaki).

2013
- Kagaku Na Yatsura (Ayana Hizuki).
- Rescue Me! (Yuka Takamura).

### Videojuegos
- Tantei Opera Milky Holmes 2 (Ellery Himeyuri).
- Zero: Nuregarasu no Miko (Shiragiku, Tsumugi Katashina).
- Valkyrie Drive: Siren (Azalea Egner).
- Aokana: Four Rhythm Across the Blue (Saki Inui).
- Genkai Tokki: Seven Pirates (Mimii).
- Lilycle Rainbow Stage!!! (2019), (Segawa Ayame).
- Guardian Tales: Future Knight.
- Goddess of Victory: NIKKE (Trina).

### Cine
- Girls und Panzer der Film (2015) (Rosehip)[2]